# Observatorul de raze X Chandra

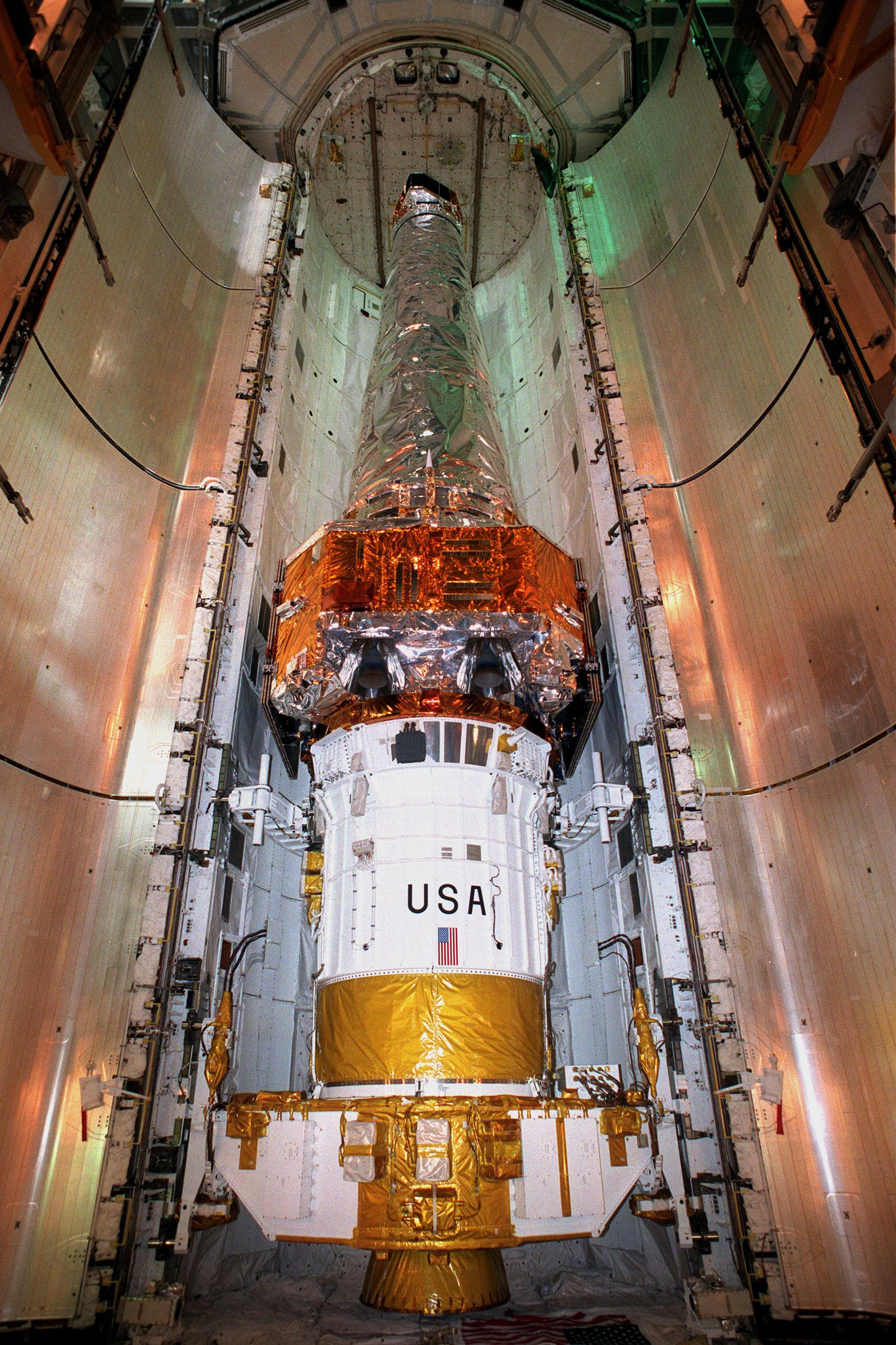
Observatorul de raze X Chandra

Sigla misiunii STS-93

Observatorul de raze X Chandra este un satelit lansat de misiunea spațială STS-93 (un program NASA realizat cu naveta spațială Columbia) la 23 iulie 1999. A fost denumit în onoarea fizicianului american de origine indiană Subrahmanyan Chandrasekhar. Acesta a determinat masa maximă a unei stele tip pitică albă. Chandra, în limba sanscrită înseamnă Lună sau luminos.